# Pornchai Chanin
Pornchai Chanin (* 10. März 1986) ist ein ehemaliger thailändischer Fußballspieler.

## Karriere
Pornchai Chanin stand bis Mitte 2016 beim BBCU FC unter Vertrag. Wo er vorher gespielt hat, ist unbekannt. Der Verein aus der thailändischen Hauptstadt Bangkok spielte in der ersten Liga des Landes, der Thai Premier League. 2016 absolvierte er ein Erstligaspiel. Hier wurde er am 12. März 2016 in der 89. Minute beim Auswärtsspiel gegen den Navy FC für Teerapong Puttasukha eingewechselt. Mitte 2016 wechselte er zum Samut Sakhon FC. Der Verein aus Samut Sakhon spielte in der dritten Liga, der damaligen Regional League Division 2, in der Western Region. Am Ende der Saison wurde er mit Samut Meister der Region. Ende 2016 beendete er seine Karriere als Fußballspieler.

## Erfolge
Samut Sakhon FC
- Regional League Division 2 – West: 2016  ▲